# Angelo Franzosi
Angelo Franzosi (Milano, 7 novembre 1921 – Milano, 8 febbraio 2010) è stato un allenatore di calcio e calciatore italiano, di ruolo portiere.

## Biografia
Ebbe diversi soprannomi: detto Nani, era chiamato anche Camomilla dai compagni di squadra per via dell'emozione che lo tormentava prima delle partite e che calmava solo a base di decotti. Un altro appellativo che lo accompagnò in carriera era quello di Gatto Nero, che gli fu dato dai tifosi per le sue qualità acrobatiche e per la maglia nera che indossava quando militava nella compagine interista.

## Caratteristiche tecniche
Portiere considerato sicuro e affidabile tra i pali, per sua stessa ammissione preferiva la presa alla respinta; non era altrettanto abile nelle uscite.

## Carriera

### Calciatore

#### Club
Dopo l'esordio nei ragazzi dell'Ausonia entrò a quattordici anni nell'Ambrosiana-Inter, con cui esordì in prima squadra nel 1941, ventenne, contro il Bologna; l'Ambrosiana-Inter vinse, e Franzosi divenne titolare inamovibile.
Nel 1949 fu il primo giocatore nerazzurro a indossare la fascia di capitano, da poco introdotta dalla Federazione. Difese la porta interista per un decennio, prima di passare al Genoa, squadra con cui giocò per cinque stagioni ottenendo una promozione in Serie A nel 1952-1953. Con i Grifoni disputò la sua ultima partita in Serie A il 18 settembre 1955 contro il Bologna, unica presenza di quel campionato che lo vide riserva dopo quattro anni da titolare. Concluse la propria carriera al Lecco, con cui ottenne la promozione in Serie B nel campionato 1956-1957.

#### Nazionale

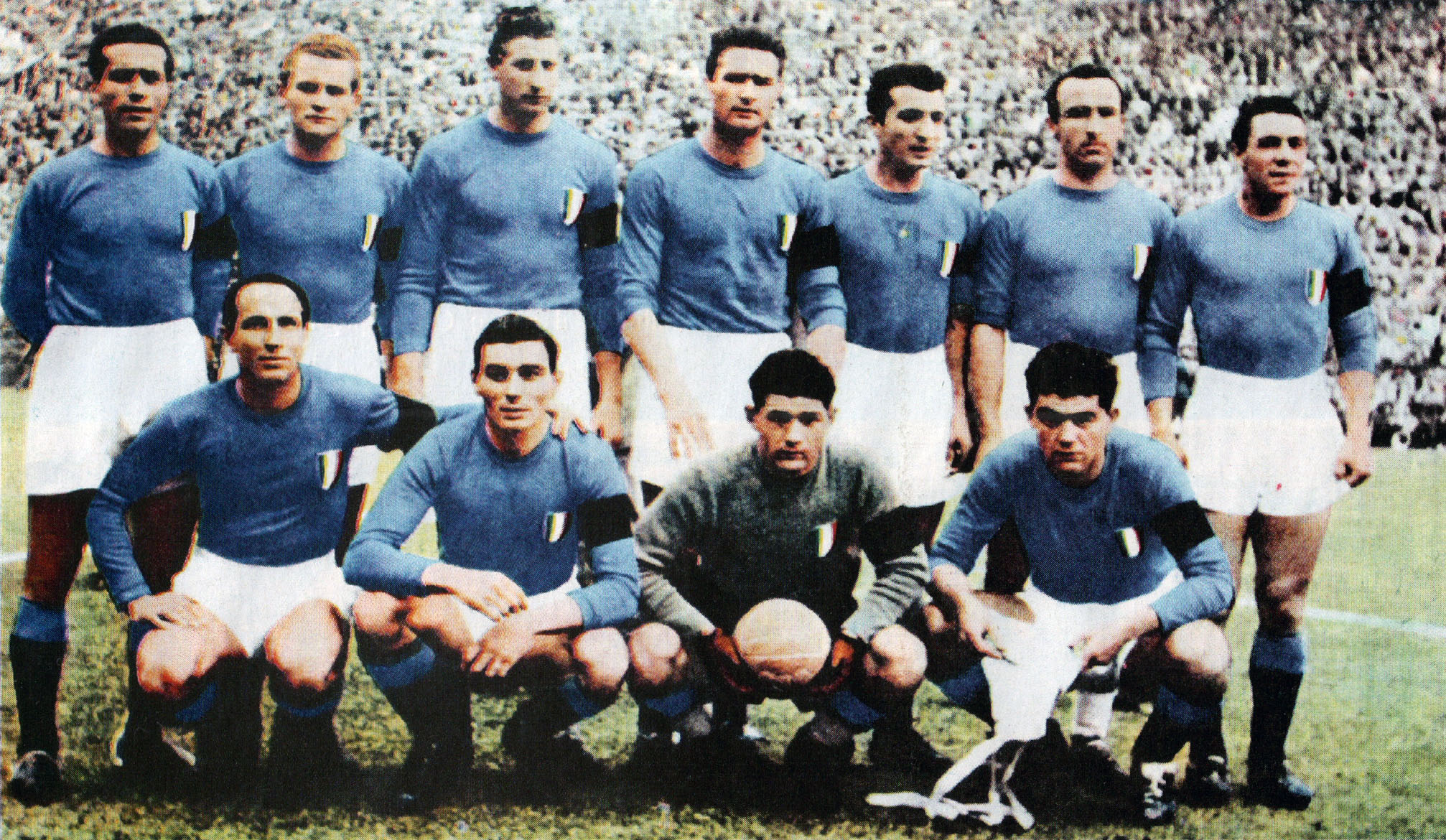
Franzosi (accosciato, secondo da destra) in maglia azzurra il 22 maggio 1949

Esordisce nella Nazionale giovanile il 6 marzo 1942, nella vittoria per 3-0 contro l'Ungheria. Conta anche 2 presenze in Nazionale maggiore, dove esordisce il 9 novembre 1947 in Austria-Italia 5-1, sostituendo nei 12 minuti finali il portiere titolare Lucidio Sentimenti. Anche la seconda presenza, due anni dopo, è contro la formazione austriaca, nella vittoria per 3-1 del 22 maggio 1949.

### Allenatore
Iniziò la carriera di allenatore affiancando Camillo Achilli sulla panchina del Lecco e dell'Alessandria, che allenò successivamente nel 1963-1964. Sul finire degli anni Cinquanta aveva allenato nelle serie minori lombarde Morbegnese e Mobilieri di Bovisio Masciago. In seguito, dopo poco più di una stagione al Sondrio e una alla Pro Vercelli, in compagnia di Achilli approdò al Piacenza, di cui fu allenatore in seconda di Bruno Arcari nel campionato di serie C 1970-1971. In seguito alle dimissioni di Arcari, gli subentrò alla guida della prima squadra conducendola alla salvezza. Fu riconfermato per le due stagioni successive come vice di Tino Molina e successivamente di Giancarlo Cella.
In seguito guidò la Solbiatese in Serie D e le giovanili del Legnano, nel 1978-1979.

## Statistiche

### Cronologia presenze e reti in nazionale
| Cronologia completa delle presenze e delle reti in nazionale ― Italia | Cronologia completa delle presenze e delle reti in nazionale ― Italia | Cronologia completa delle presenze e delle reti in nazionale ― Italia | Cronologia completa delle presenze e delle reti in nazionale ― Italia | Cronologia completa delle presenze e delle reti in nazionale ― Italia | Cronologia completa delle presenze e delle reti in nazionale ― Italia | Cronologia completa delle presenze e delle reti in nazionale ― Italia | Cronologia completa delle presenze e delle reti in nazionale ― Italia |
| Data                                                                  | Città                                                                 | In casa                                                               | Risultato                                                             | Ospiti                                                                | Competizione                                                          | Reti                                                                  | Note                                                                  |
| --------------------------------------------------------------------- | --------------------------------------------------------------------- | --------------------------------------------------------------------- | --------------------------------------------------------------------- | --------------------------------------------------------------------- | --------------------------------------------------------------------- | --------------------------------------------------------------------- | --------------------------------------------------------------------- |
| 9-11-1947                                                             | Vienna                                                                | Austria                                                               | 5 – 1                                                                 | Italia                                                                | Amichevole                                                            | -2                                                                    |                                                                       |
| 22-5-1949                                                             | Firenze                                                               | Italia                                                                | 3 – 1                                                                 | Austria                                                               | Coppa Internazionale                                                  | -1                                                                    |                                                                       |
| Totale                                                                |                                                                       | Presenze                                                              | 2                                                                     |                                                                       | Reti                                                                  | -3                                                                    |                                                                       |

## Palmarès

### Giocatore

#### Competizioni nazionali
- Serie B: 1

Genoa: 1952-1953